# The Power of the Daleks
A The Power of the Daleks a Doctor Who sorozat harmincadik része, amit 1966. november 5-e és december 10-e között vetítettek hat epizódban. Itt szerepel először Patrick Throughton mint a második Doktor.

## Történet
A Doktor a regenerációja után a társaival a Volcan bolygóra, a Föld jövőbeli gyarmatára utaznak. A helybéliek egy űrhajóroncsban inaktív dalekokra bukkannak, amiket a Doktor tanácsa ellenére megpróbálnak feléleszteni - sikerrel. A dalekok kezdetben alázatos szolgának tűnnek, de később megfordul a kocka.

## Epizódok listája
| Epizód száma | Bemutató napja     | Hossza | Nézők száma (millió) | Formátum                     |
| ------------ | ------------------ | ------ | -------------------- | ---------------------------- |
| 1            | 1966. november 5.  | 25:43  | 7,9                  | Csak képek és/vagy töredékek |
| 2            | 1966. november 12. | 24:29  | 7,8                  | Csak képek és/vagy töredékek |
| 3            | 1966. november 19. | 23:31  | 7,5                  | Csak képek és/vagy töredékek |
| 4            | 1966. november 26. | 24:23  | 7,8                  | Csak képek és/vagy töredékek |
| 5            | 1966. december 3.  | 24:38  | 8                    | Csak képek és/vagy töredékek |
| 6            | 1966. december 10. | 23:46  | 7,8                  | Csak képek és/vagy töredékek |

## Könyvkiadás
A könyvváltozatát 1993 júliusában adták ki.

## Otthoni kiadás
A megmaradt jeleneteket a Lost in Time DVD dobozban adták ki.

### Fordítás
- Ez a szócikk részben vagy egészben  a   The Power of the Daleks című angol Wikipédia-szócikk fordításán alapul.  Az eredeti cikk szerkesztőit annak laptörténete sorolja fel. Ez a jelzés csupán a megfogalmazás eredetét és a szerzői jogokat jelzi, nem szolgál a cikkben szereplő információk forrásmegjelöléseként.